# Vale de Lahane
Vale de Lahane (port. für „Tal von Lahane“) ist eine osttimoresische Aldeia. Sie liegt im Nordwesten des Sucos Lahane Oriental (Verwaltungsamt Nain Feto, Gemeinde Dili). Vale de Lahane grenzt im Norden an die Aldeias Deambata Bessi und Marabia. Ansonsten ist es umschlossen vom Suco Lahane Ocidental mit seinen Aldeias Teca Hudi Laran im Westen und Bela Vista im Osten.
In Vale de Lahane leben 549 Menschen (2015).